# Aurora (Michelangelo)

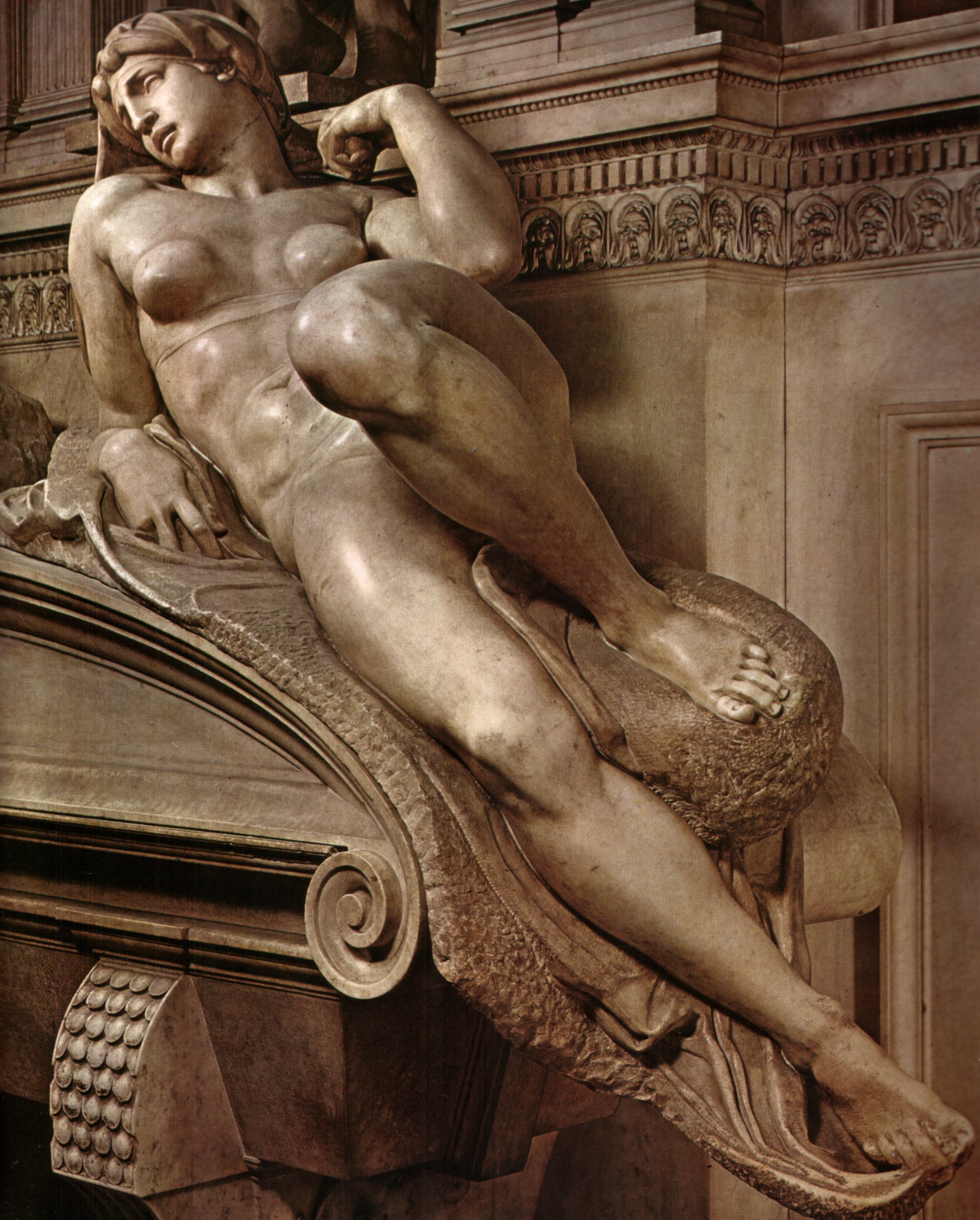
Veduta scorciata

L'Aurora è una scultura in marmo (155x180 cm, lunghezza massima in obliquo 206 cm) di Michelangelo Buonarroti, databile al 1524-1527 e fa parte della decorazione della Sagrestia Nuova in San Lorenzo a Firenze. In particolare è una delle quattro allegorie delle Parti della Giornata, e si trova a destra sul sarcofago della tomba di Lorenzo de' Medici duca di Urbino.

## Storia
L'Aurora venne iniziata nella fase seguente la ripresa dei lavori alla sagrestia, nel 1524, dopo l'elezione di Clemente VII al soglio pontificio. Entro il 1527 doveva essere giù stata terminata, poiché quell'anno appare infatti già in un'incisione del Trionfo della Fortuna di Sigismondo Fanti.

## Descrizione e stile
L'Aurora, o Alba, è vista come una personificazione femminile, semidistesa e nuda, come le altre statue della serie. Secondo taluni essa ebbe come modello, forse, le divinità montane e fluviali sull'Arco di Settimio Severo a Roma; altri invece sostengono che Michelangelo si ispirò alla statua dell'Arianna addormentata. Ha il capo velato e sta compiendo un gesto come di svegliarsi dal sonno, alzandosi dal giaciglio e girando il busto verso lo spettatore, con un gomito piegato come appoggio e l'altro braccio che si inclina fino a cercare, all'altezza della spalla, il velo per sollevarlo. Una gamba è mollemente distesa sul profilo del sarcofago, l'altra è piegata in avanti e cerca un appoggio.
Tra le varie letture iconologiche proposte, si è vista la statua come emblema dell'"amaritudine" o come dolore mediato dal temperamento malinconico, o ancora come simbolo della luce divina che fuga le tenebre, o del temperamento sanguigno, o dell'elemento aria o anche terra.

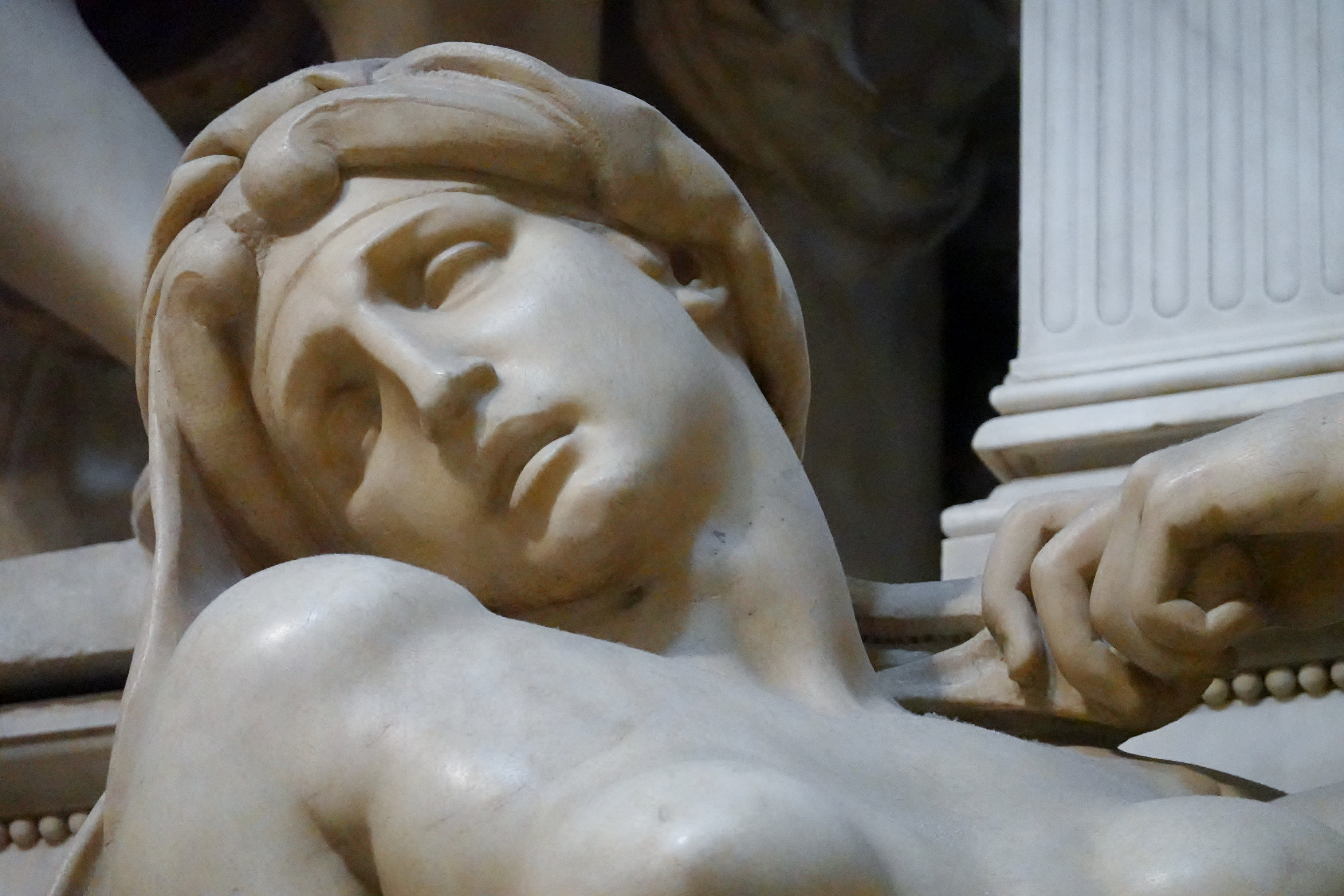
Dettaglio
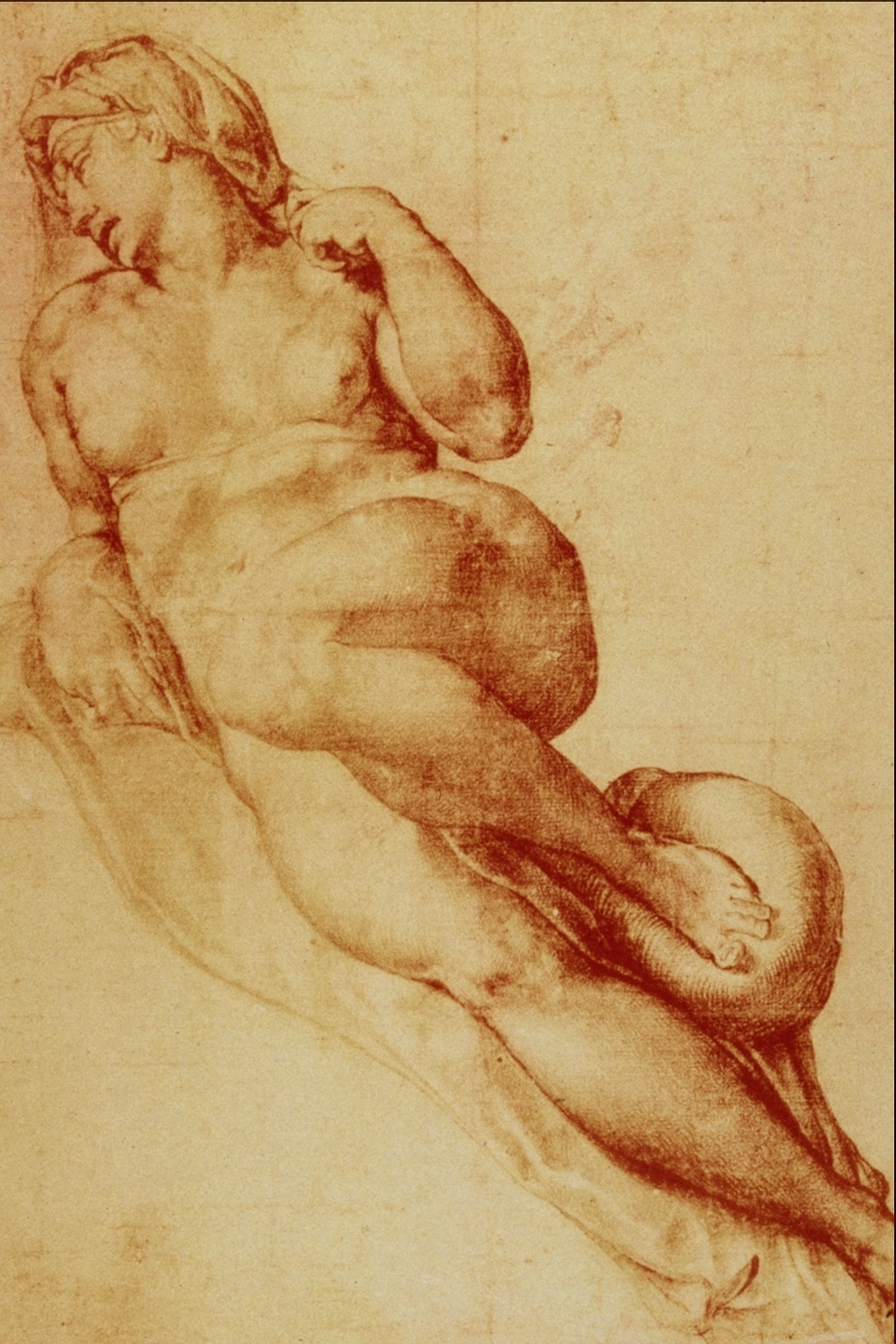
Studio di Michelangelo